# 多伦多大学约翰·H·丹尼尔建筑、地形与设计学院
约翰·H·丹尼尔建筑、地形与设计学院（英语：John H. Daniels Faculty of Architecture, Landscape, and Design）是加拿大多伦多大学的一个学术学院，它提供在建筑、景观设计、城市设计、视觉研究等各领域的本科、研究生及博士后项目。这一学院被认为是加拿大顶尖的建筑和城市设计学院之一。
1890年，多伦多大学建造了加拿大第一所可以提供建筑相关专业的学院，并在1965年开设了加拿大第一个景观建筑专业项目。2008年，为了纪念建筑学院的主要赞助人约翰·丹尼尔夫妇，便改为今名。丹尼尔在2013年再次为学院投入大量资助，使得学院有资金可以计划将旧有的One Spadina大楼改造成为其所有专业项目和设施的总部。

## 历史沿革
1890年，在一名工程师C.H.C.Wright的牵头下，多伦多大学成立了建筑系，使它成为加拿大乃至北美大陆最早设立的建筑专业项目之一。它最初隶属于应用科学学院，并提供应用科学的学士学位。直到1922年，建筑系毕业的本科生才可以获得建筑学学士学位，并可以开始建筑学硕士的学习。多伦多大学在课程设置上效仿英国和美国的体系，但是针对工程、数学专业的学生有着更多的课时安排。至1930年，多伦多大学建筑系受到了英国皇家建筑师协会的关注，并在不久后改为建筑学院，脱离了应用科学与工程学院。

## 可授予学位
建筑学院研究生学位包括以下几种：
- 建筑学硕士 (MArch) (专业)
- 建筑学硕士 (MArch) (专业进修)
- 城市设计硕士 (MUD)
- 景观建筑硕士 (MLA)
- 视觉研究硕士 (MVS): 
  - 工作室艺术
  - 博物馆管理学

除上述研究生项目外，建筑学院也和多伦多大学知识媒体设计研究所合作，为属于MArch、MLA、MUD的学生提供知识媒体设计项目。MVS的学生则可以参加另一个合作项目-性别多元性研究。
自2016年7月7日起，建筑学院为本科生也增添了多个专业学位：
- 建筑方向的艺术荣誉学士：
  - 综合
  - 建筑、景观和都市设计
  - 建筑、景观和都市史及理论
  - 建筑、景观和都市技术
- 视觉研究方向的艺术荣誉学士：
  - 工作室艺术
  - 艺术批评